# 1829 у літературі

## Народились
- 26 квітня — Данилевський Григорій Петрович, російський письменник і публіцист (помер у 1890).
- 10 травня — Берві Василь Васильович, російський соціолог, публіцист, економіст і белетрист, ідеолог народництва (помер у 1918).

## Померли
- 11 лютого — Грибоєдов Олександр Сергійович, російський дипломат, письменник, драматург (народився в 1790 або 1795).